# Isa (Kagoshima)
Isa (伊佐市 Isa-shi?) es una ciudad en la prefectura de Kagoshima, Japón, localizada al suroeste de la isla de Kyūshū. Tenía una población estimada de 24 131 habitantes el 1 de marzo de 2021 y una densidad de población de 61 personas por km². La ciudad moderna de Isa fue creada el 1 de noviembre de 2008, a partir de la fusión de la ciudad Ōkuchi y el pueblo de Hishikari (del distrito de Isa). El distrito Isa se disolvió como resultado de esta fusión.

## Geografía
Isa está localizada en el extremo norte de la prefectura de Kagoshima, aproximadamente 75 km al norte de la ciudad de Kagoshima. Limita al norte con la prefectura de Kumamoto, al este con la prefectura de Miyazaki, al oeste con Izumi, al suroeste con Satsuma y al sureste con Yūsui. El río Sendai atraviesa la ciudad y el área central de Isa es parte de la cuenca Ōkuchi.

### Clima
La ciudad tiene un clima subtropical húmedo (Cfa en la clasificación climática de Köppen). La temperatura media anual en Isa es de 15.4 °C. La precipitación media anual es de 2575 mm siendo junio el mes más lluvioso. Las temperaturas son más altas en promedio en agosto, alrededor de 26.4 °C, y más bajas en enero, alrededor de 4.7 °C.
| Parámetros climáticos promedio de Isa  | Parámetros climáticos promedio de Isa | Parámetros climáticos promedio de Isa | Parámetros climáticos promedio de Isa | Parámetros climáticos promedio de Isa | Parámetros climáticos promedio de Isa | Parámetros climáticos promedio de Isa | Parámetros climáticos promedio de Isa | Parámetros climáticos promedio de Isa | Parámetros climáticos promedio de Isa | Parámetros climáticos promedio de Isa | Parámetros climáticos promedio de Isa | Parámetros climáticos promedio de Isa | Parámetros climáticos promedio de Isa |
| Mes                                    | Ene.                                  | Feb.                                  | Mar.                                  | Abr.                                  | May.                                  | Jun.                                  | Jul.                                  | Ago.                                  | Sep.                                  | Oct.                                  | Nov.                                  | Dic.                                  | Anual                                 |
| -------------------------------------- | ------------------------------------- | ------------------------------------- | ------------------------------------- | ------------------------------------- | ------------------------------------- | ------------------------------------- | ------------------------------------- | ------------------------------------- | ------------------------------------- | ------------------------------------- | ------------------------------------- | ------------------------------------- | ------------------------------------- |
| Temp. máx. abs. (°C)                   | 20.4                                  | 23.4                                  | 26.3                                  | 30.1                                  | 34.0                                  | 34.2                                  | 37.2                                  | 37.0                                  | 36.4                                  | 32.8                                  | 27.3                                  | 24.0                                  | 37.2                                  |
| Temp. máx. media (°C)                  | 10.5                                  | 12.1                                  | 15.5                                  | 20.8                                  | 25.0                                  | 27.3                                  | 31.0                                  | 31.8                                  | 29.2                                  | 24.5                                  | 18.7                                  | 13.1                                  | 21.6                                  |
| Temp. media (°C)                       | 4.7                                   | 5.7                                   | 9.1                                   | 13.7                                  | 18                                    | 21.6                                  | 25.9                                  | 26.4                                  | 23.3                                  | 17.3                                  | 12                                    | 6.8                                   | 15.4                                  |
| Temp. mín. media (°C)                  | -1.3                                  | -0.1                                  | 3.2                                   | 7.6                                   | 12.4                                  | 17.7                                  | 21.9                                  | 21.9                                  | 18.5                                  | 11.3                                  | 5.3                                   | 0.1                                   | 9.9                                   |
| Temp. mín. abs. (°C)                   | -15.2                                 | -10.2                                 | -7.7                                  | -4.2                                  | 2.0                                   | 6.8                                   | 14.4                                  | 15.2                                  | 6.2                                   | -1.0                                  | -4.5                                  | -8.7                                  | -15.2                                 |
| Precipitación total (mm)               | 74.6                                  | 112.3                                 | 184.5                                 | 207.0                                 | 236.6                                 | 531.3                                 | 486.6                                 | 267.9                                 | 230.6                                 | 91.2                                  | 83.3                                  | 69.2                                  | 2575.1                                |
| Días de precipitaciones (≥ 1.0 mm)     | 9.4                                   | 9.4                                   | 13.7                                  | 11.5                                  | 10.9                                  | 15.7                                  | 14.7                                  | 13.1                                  | 11.4                                  | 8.0                                   | 7.9                                   | 8.2                                   | 133.9                                 |
| Horas de sol                           | 129.1                                 | 137.2                                 | 154.1                                 | 168.3                                 | 172.0                                 | 122.7                                 | 167.8                                 | 182.2                                 | 167.8                                 | 178.2                                 | 149.6                                 | 142.3                                 | 1871.3                                |
| Fuente: Agencia Meteorológica de Japón |                                       |                                       |                                       |                                       |                                       |                                       |                                       |                                       |                                       |                                       |                                       |                                       |                                       |

## Demografía
Según los datos del censo japonés, la población de Isa ha disminuido fuertemente en los últimos 60 años.
| Gráfica de evolución demográfica de Isa entre 1940 y 2015 |
|                                                           |
| Oficina de Estadística de Japón                           |

## Ciudades hermanas
Isa está hermanada o tiene tratado de cooperación con:
- Nishinoomote, Japón;
- Kikai, Japón;
- Namhae-gun, Corea del Sur.